# Phylloscopus fuligiventer
Phylloscopus fuligiventer là một loài chim trong họ Phylloscopidae.